# Shimazu (Klan)

Familienwappen Kutsuwa (轡, kutsuwa), dt. Zaumzeug, Maru ni jūji (丸に十字, dt. „Kreuz im Kreis“)

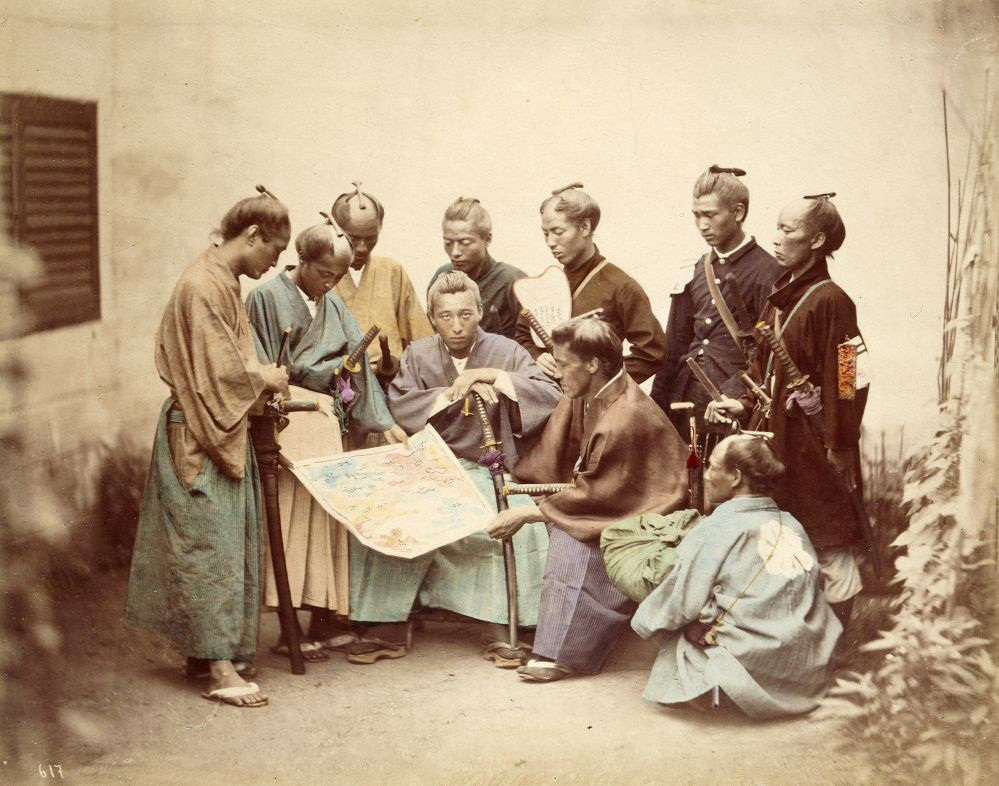
Samurai des Shimazu-Clans während des Boshin-Krieges

Die Shimazu (japanisch 島津氏, Shimazu-shi) waren ein japanisches Adelsgeschlecht, das erst in der japanischen Provinz Satsuma, dann im Daimyat Satsuma, der heutigen Präfektur Kagoshima, insgesamt etwa 700 Jahre lang herrschte. Außerdem war das Königreich Ryūkyū (Okinawa) ab 1609 ihr Vasallenstaat.
Während der Edo-Zeit waren die Shimazu trotz der weit von Edo entfernten Lage ihrer Besitzungen einflussreiche Tozama-Daimyō. Außerdem spielten sie eine entscheidende Rolle in der Endphase des Shogunats. Shimazu Nariakira wurde eine treibende Kraft der Öffnung Japans.
Zusammen mit dem Daimyat Chōshū gelang ihnen 1866 ein Militärputsch gegen den Shōgun, was zum Boshin-Krieg führte. Doch schon 10 Jahre später wurde aus den eigenen Reihen gegen die von ihnen eingesetzte Regierung rebelliert. Unter den Rebellen war auch einer der wichtigen Vertreter des Satsuma-han: Saigō Takamori, doch die Regierungsseite wurde von Ōkubo Toshimichi geführt, ebenfalls ein ehemaliger Samurai unter den Shimazu.

## Die Shimazu auf Okinawa

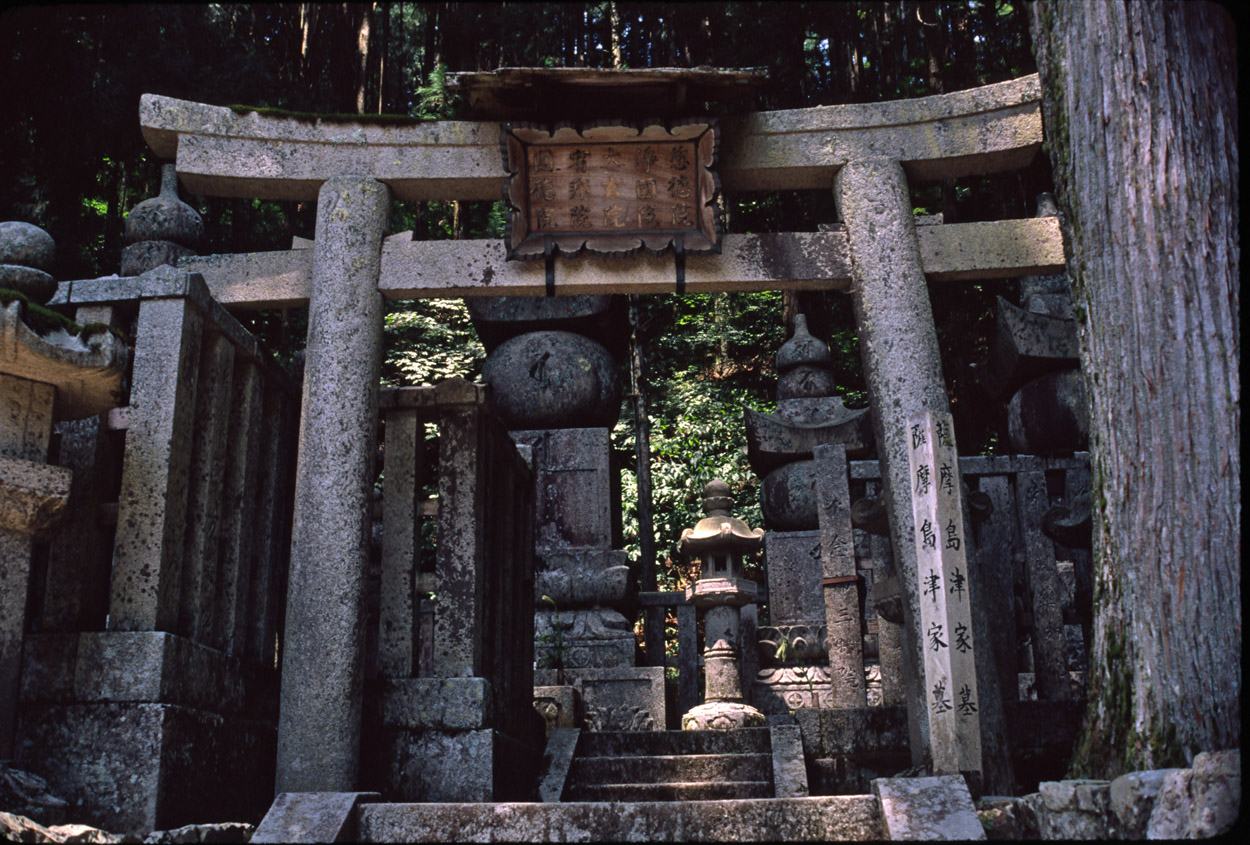
Familiengrabstätte der Shimazu auf dem Kōya-san

Die Unterstützung Konoe Nobutadas rettete dieser Familie 1601 den Daimyō-Status, obwohl sie bei der Schlacht von Sekigahara auf der Verliererseite gestanden hatten. Im Gegenzug erhielt er häufig finanzielle Unterstützung.
Doch da man den Shimazu-Clan im Auge behalten wollte, erließen die Tokugawa ein Dekret, das den Besiegten erlaubte, das unabhängige Okinawa zu erobern. Um 1609 befand sich Okinawa komplett unter der Herrschaft von Satsuma.
Nachdem Okinawa unterworfen war, forderte der Shimazu-Clan die komplette Vorherrschaft über alle Ryūkyū-Inseln. Um dies zu erzwingen, wurde kurzerhand der König von Ryūkyū als Geisel nach Japan verfrachtet.
Die unter den Laien beliebten Mythen der Waffenverbote, welche zur Entwicklung der waffenlosen Kampfkünste auf Ryukyu geführt haben sollen, sind inzwischen historisch vollständig widerlegt und entgegen der bislang angenommenen und ebenso unbelegten Thesen, Karate wäre von den Shimazu-unterdrückten Landwirten entwickelt worden, gab es tatsächlich nichts zu verteidigen, da die Shimazu die bürgerkriegsähnlichen Verhältnisse in Ryukyu beendeten und für militärischen Schutz von außen sorgten.

## Mitglieder

### Die Erbfolge
1. Shimazu Tadahisa
2. Shimazu Tadatoki
3. Shimazu Hisatsune
4. Shimazu Tadamune
5. Shimazu Sadahisa
6. Shimazu Morohisa
7. Shimazu Ujihisa
8. Shimazu Yuihisa
9. Shimazu Motohisa
10. Shimazu Hisatoyo
11. Shimazu Tadakuni
12. Shimazu Tachihisa
13. Shimazu Tadamasa
14. Shimazu Tadaosa
15. Shimazu Tadataka
16. Shimazu Katsuhisa
17. Shimazu Takahisa
18. Shimazu Yoshihisa
19. Shimazu Yoshihiro
20. Shimazu Tadatsune
21. Shimazu Mitsuhisa
22. Shimazu Tsunataka
23. Shimazu Yoshitaka
24. Shimazu Tsugutoyo
25. Shimazu Munenobu
26. Shimazu Shigetoshi
27. Shimazu Shigego
28. Shimazu Narinobu
29. Shimazu Nariaki
30. Shimazu Nariakira
31. Shimazu Hisamitsu
32. Shimazu Tadayoshi
33. Shimazu Tadashige

### Andere Mitglieder
- Shimazu Sanehisa

### Die Sieben Vasallen (島津七黨)
Laut E.  Papinot:
- Niiro (新納)
- Hokugō (北郷)
- Ijuin (伊集院)
  - Ijuin Tadaaki
  - Ijuin Tadaao
  - Ijuin Tadamune
  - Ijuin Tadazane
- Machida (町田)
- Kawakami (河上)
- Ata
- Kajiki

### Weitere Gefolgsmänner
- Yamada Arinobu
- Yamada Arinaga
- Saigo Takamori